# Vườn quốc gia Kahurangi
Vườn quốc gia Kahurangi là một vườn quốc gia của New Zealand, ở miền tây bắc của đảo Nam (New Zealand). Vườn này có diện tích 4.515 km², được đăng công báo năm 1996. Đây là vườn quốc gia lớn thứ nhì trong số 14 vườn quốc gia của New Zealand. Vườn này được tạo thành bởi cái gọi là "Vườn Rừng tây bắc Nelson".
Kahurangi Point (mũi đất Kahurangi) được coi là ranh giới giữa Vùng bờ biển phía tây và Vùng Tasman, cũng như Heaphy Track (đường đi bộ Heaphy dài 82 km) và Núi Owen đều nằm trong vườn quốc gia này.
Các hoạt động thể thao được yêu thích trong vườn này là: Đi bộ đường xa (Tramping), Chèo mảng cao su trên sông có nước chảy xiết (Rafting) và Thăm dò hang động (Caving). Trước khi trở thành vườn quốc gia thì môn đi xe đạp leo núi (Mountainbiking) trên Heaphy Track cũng được ưa chuộng, tuy nhiên ngày nay môn này đã bị cấm.
Vườn quốc gia này được Cục bảo tồn New Zealand (New Zealand Department of Conservation) quản lý.

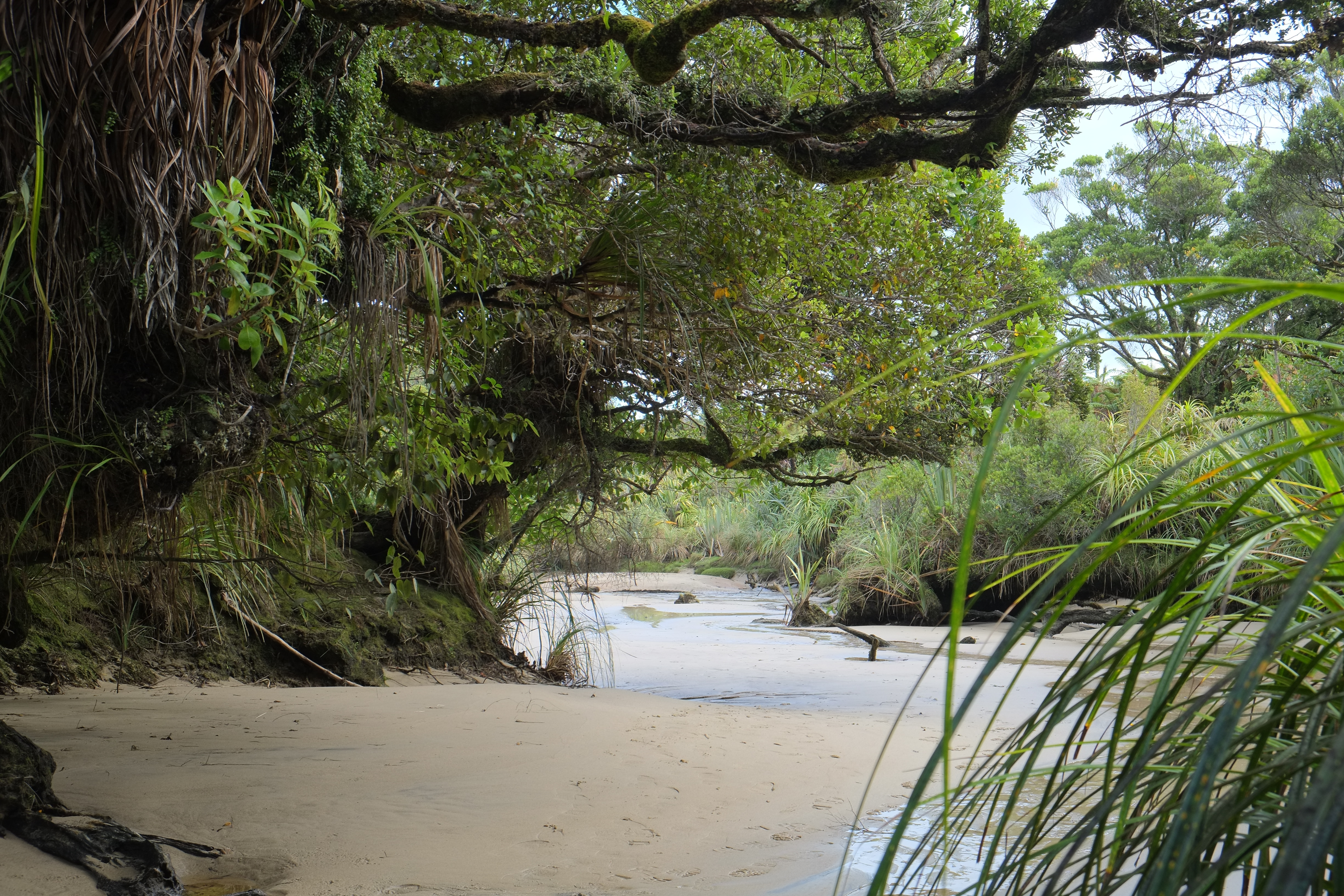
Bãi cát gần sông Kohaihai
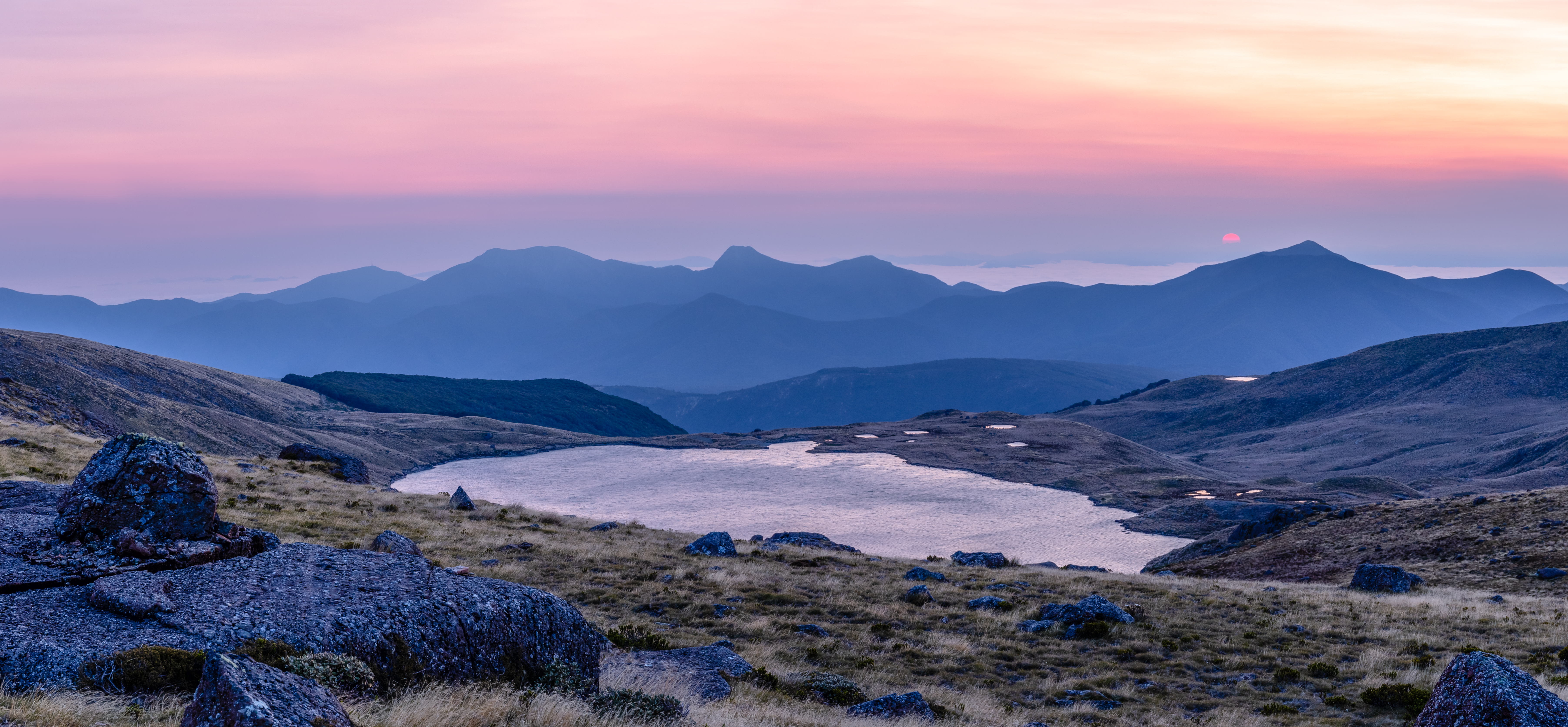
Hồ Sylvester
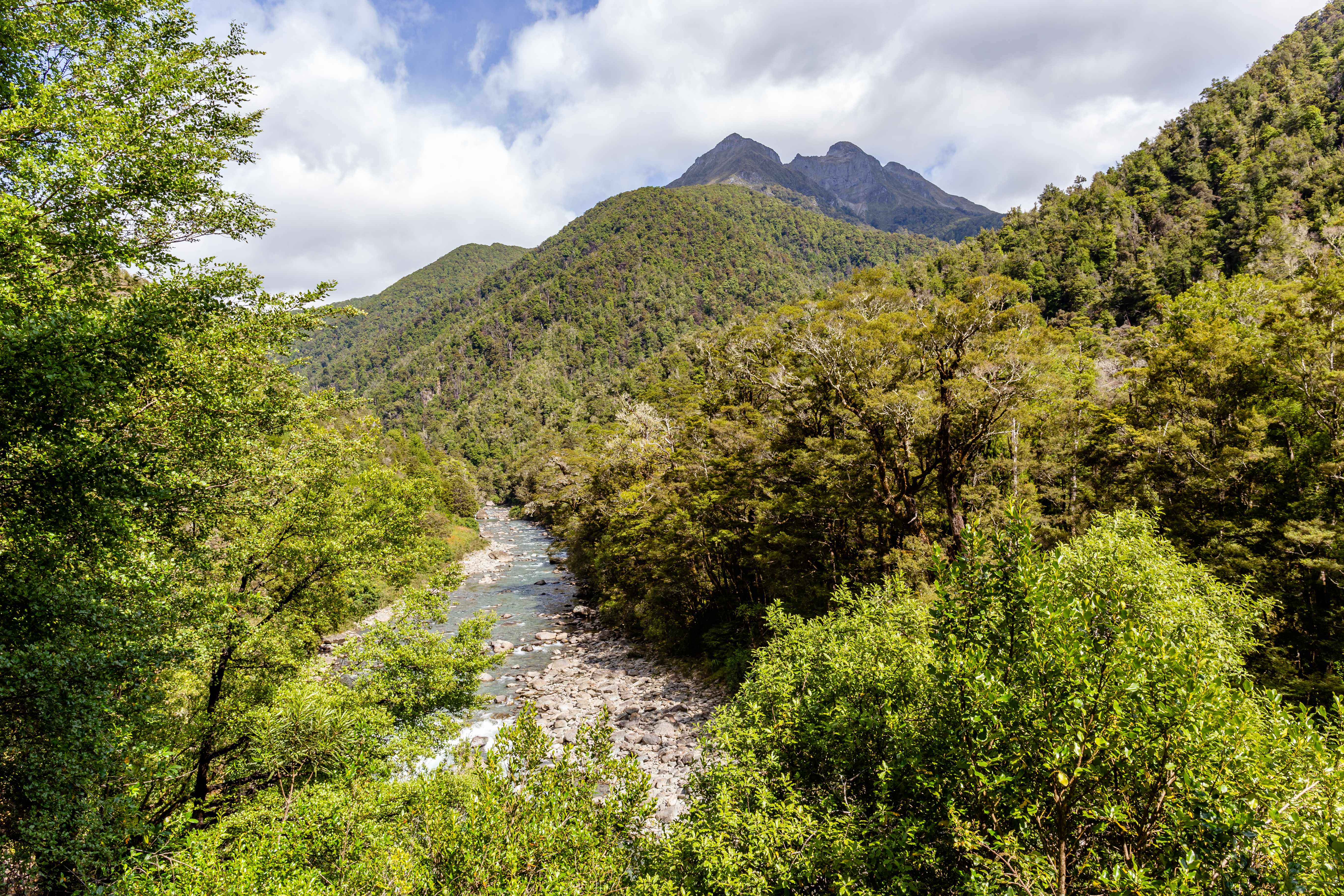
Sông Wangapeka và và núi Patriarch
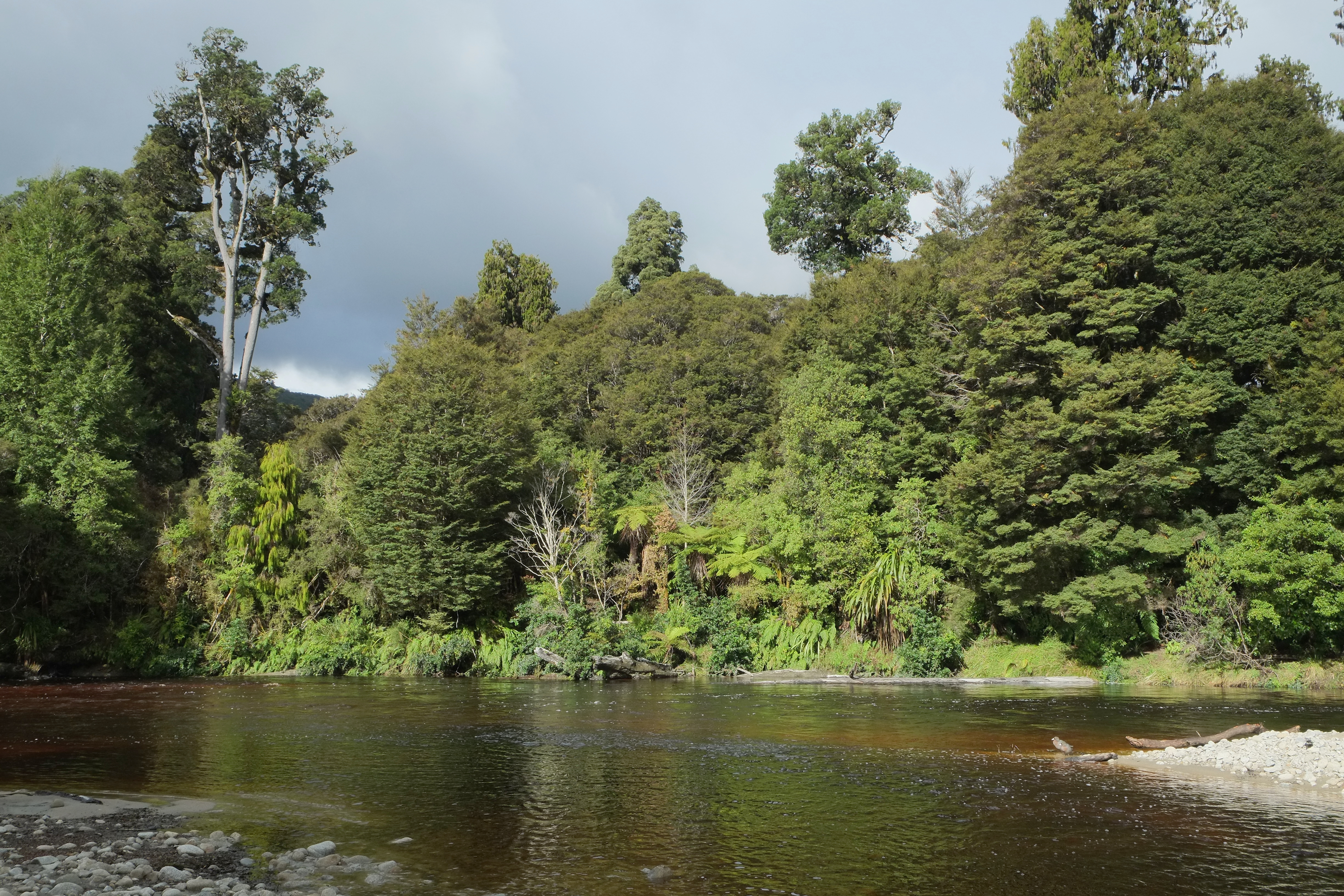
Sông Oparara
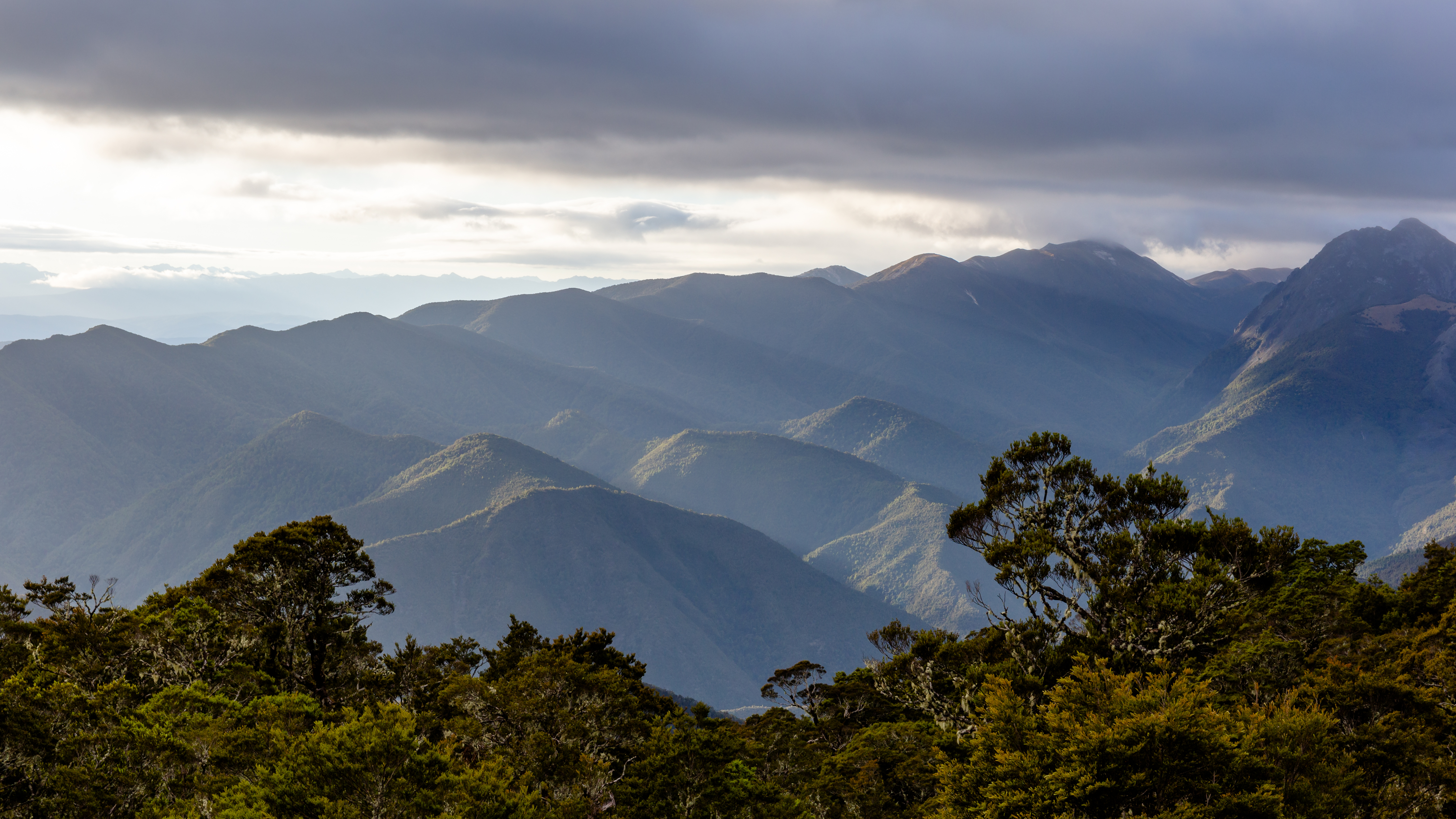
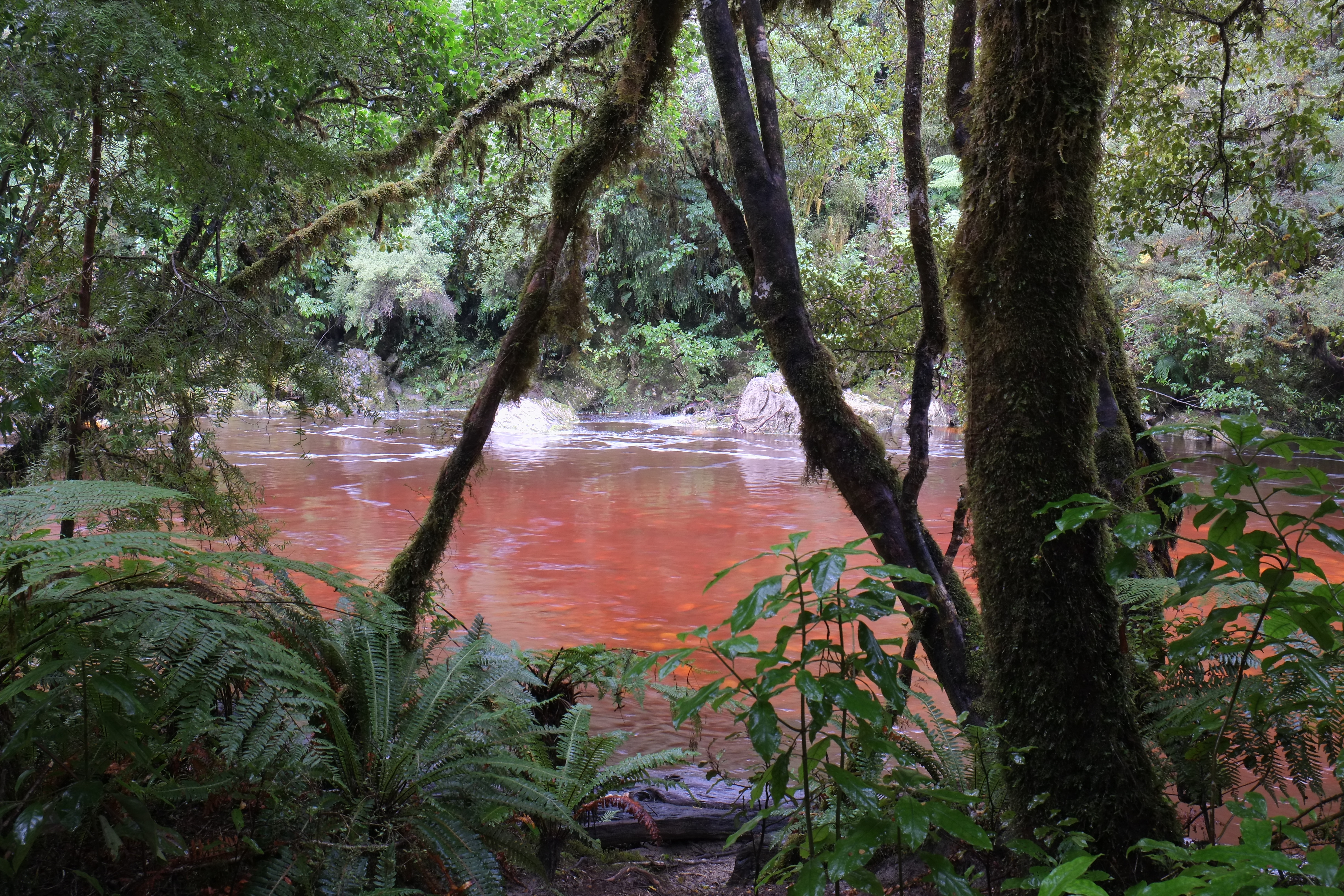